# Merredin
Merredin – miasto w Australii, w stanie Australia Zachodnia, w regionie Wheatbelt, siedziba administracyjna hrabstwa Merredin. Według Australijskiego Biura Statystycznego w 2016 roku miejscowość liczyła 2850 mieszkańców.

## Demografia
Populację Merredin stanowi 35% Australijczyków, 28,8% Anglików, 6,4% Irlandczyków, 6,2% Szkotów i 3,5% Włochów.